# 格哈特·霍普特曼广场

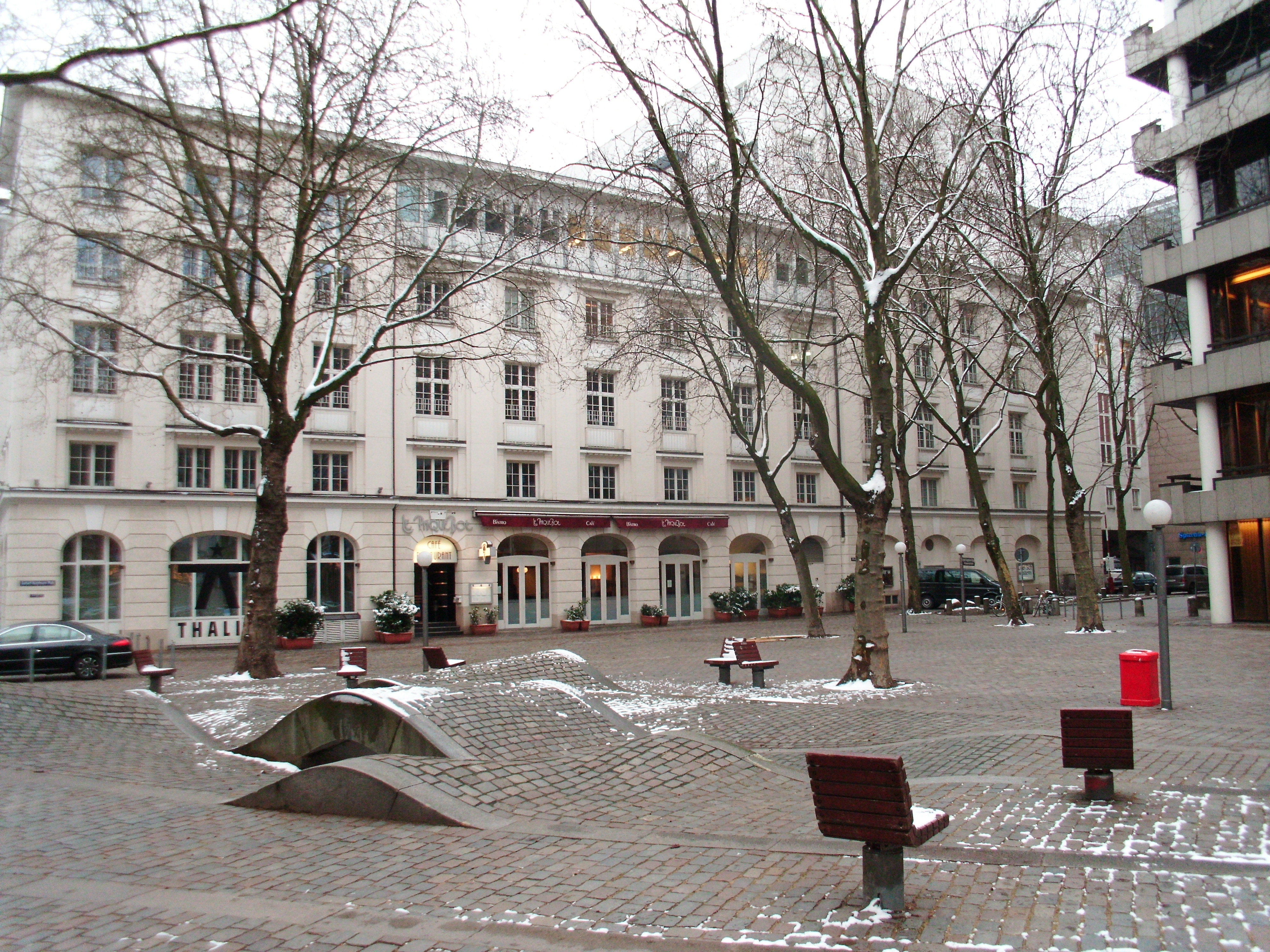

格哈特·霍普特曼广场（Gerhart-Hauptmann-Platz）是德国汉堡的汉堡旧城区的中央广场，原名马市广场（Pferdemarkt），蒙克贝格街、Spitalerstraße和 Alstertor几条街道交汇于此。2000年7月9日，广场的南部以女演员更名为伊达埃雷广场（Ida-Ehre-Platz）。

## 历史
马市广场最早在1260年见于记载。修筑城墙后，马匹交易迁到圣保利区的新马市广场（Neuer Pferdemarkt）。1946年剧作家和小说家格哈特·霍普特曼去世后，广场以他命名。
塔利亚剧院（Thalia Theater）自1843年就设于该广场上。卡尔施泰特百货公司汉堡店也设于此。